# 學甲中洲聖嶽宮
學甲中洲聖嶽宮是位於臺灣臺南市學甲區中洲里的东岳庙，主祀仁聖大帝，興建於民國90年（2001年），為中洲地區、竹圍仔聚落的角頭廟。

## 建廟沿革
竹圍仔為中洲地區聚落之一，位於中洲西南角，因早年以刺竹作籬笆包圍房屋、防盜防風得名，居民多為陈姓。日治時期有居民陳決信仰仁聖大帝，每年農曆三月廿八大帝聖誕時皆徒步前往臺南州府東嶽殿祭拜祝壽，昭和十九年（1944年）求取黃色香火袋回家鎮守，數年後再迎請令牌回鄉。民國53年（1964年）新雕神像，神像戴帝冠、踏雙獅、坐龍椅、雙手握腰帶。
其後由於香客增加、奉祀之陳家古厝老舊，民國85年（1996年）農曆三月廿八大帝聖誕時，陳家子孫及信眾決議原地新建廟宇；民國86年（1997年）3月23日動工，民國90年（2001年）10月22日進行入火安座、慶成謝土儀式，工程費為新臺幣1,200萬。

## 祀神
此廟主祀仁聖大帝（商紂時期黃飛虎），陪祀有福德正神、註生娘娘、黑虎大將軍、牛將軍、馬將軍等神祇。
五營神將部分，民國93年（2004年）黃文博《南瀛五營誌：溪北篇》調查時，該廟並未安設內外五營，僅廟前設置馬草水；民國100年（2011年）周宗楊調查時，主神龕前則祭祀一組令旗。

## 信仰活動
此廟以仁聖大帝聖誕農曆三月廿八為廟慶日，習慣先於前2日（三月廿六）前往臺南東嶽殿進香，返回後繞境全庄。民國99年（2010年）新聞報導時，此延續三天的祭典已有三十年歷史；同年信徒捐贈1,300台斤白米，由廟方發放給中洲地區的低收入戶、貧困或单亲家庭。
此廟採用六十甲子籤詩。
民國101年（2012年）時，該廟參與學甲上白礁暨刈香活動。

## 圖集

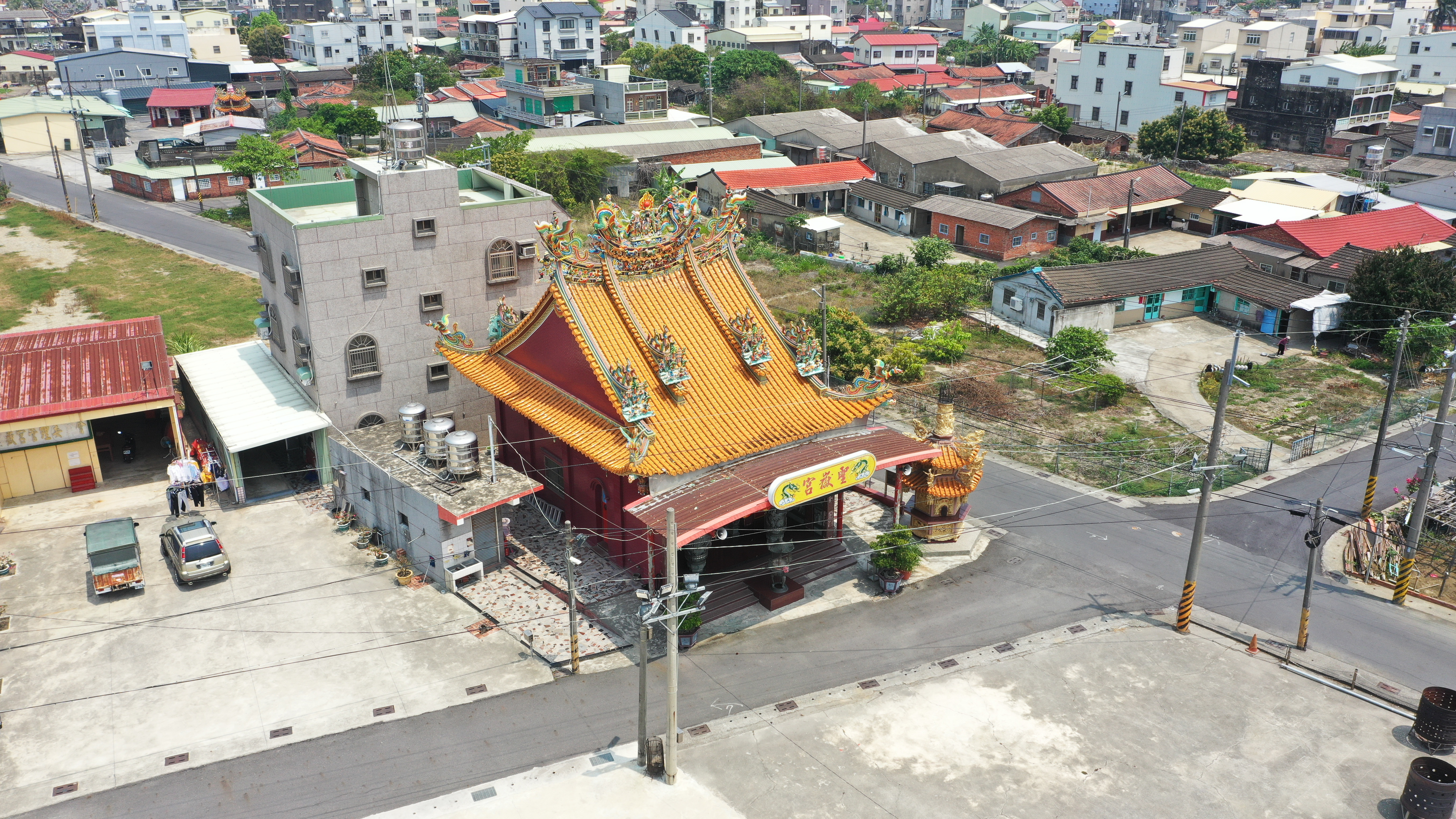
廟貌空拍全景
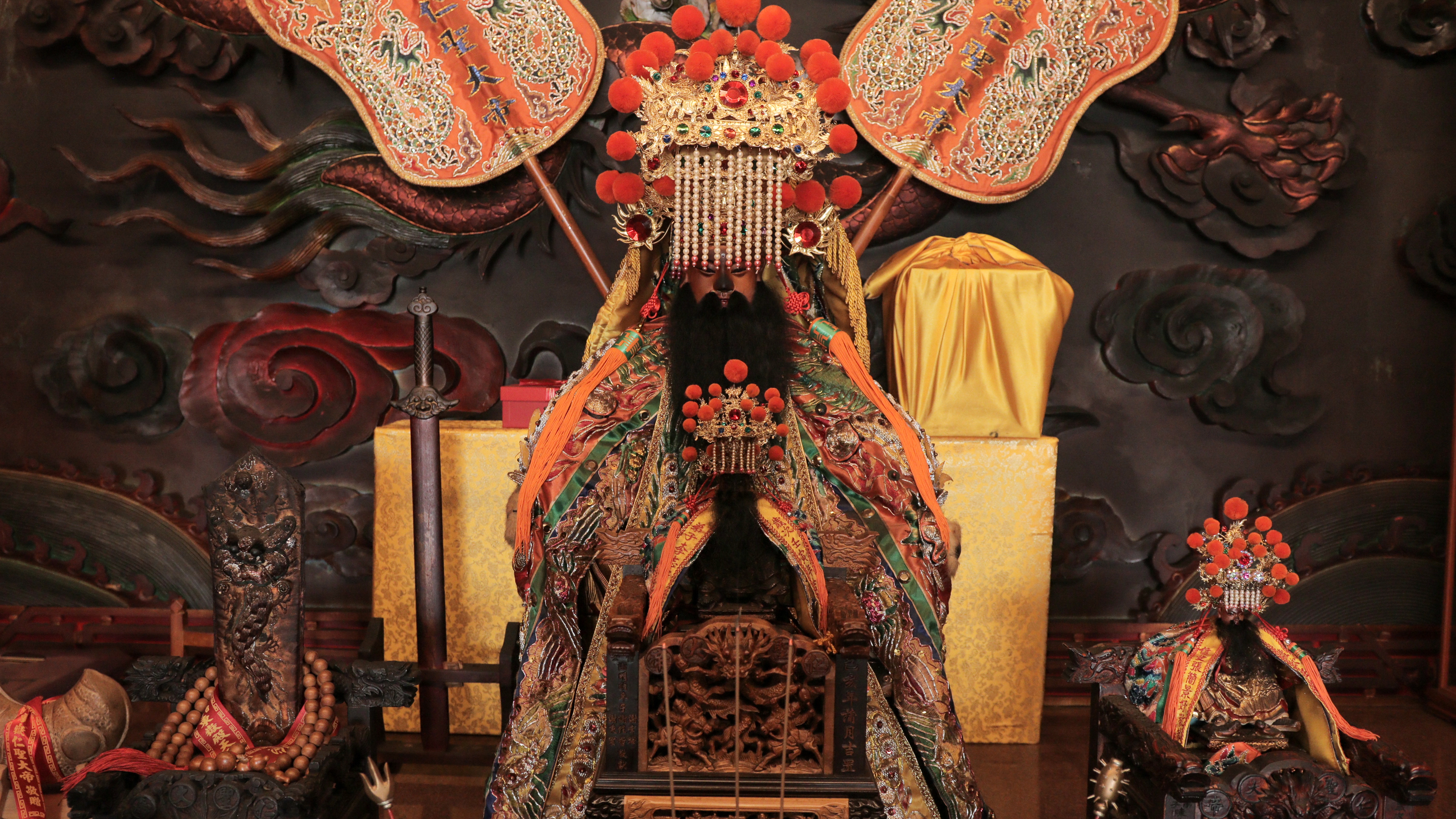
主神仁聖大帝
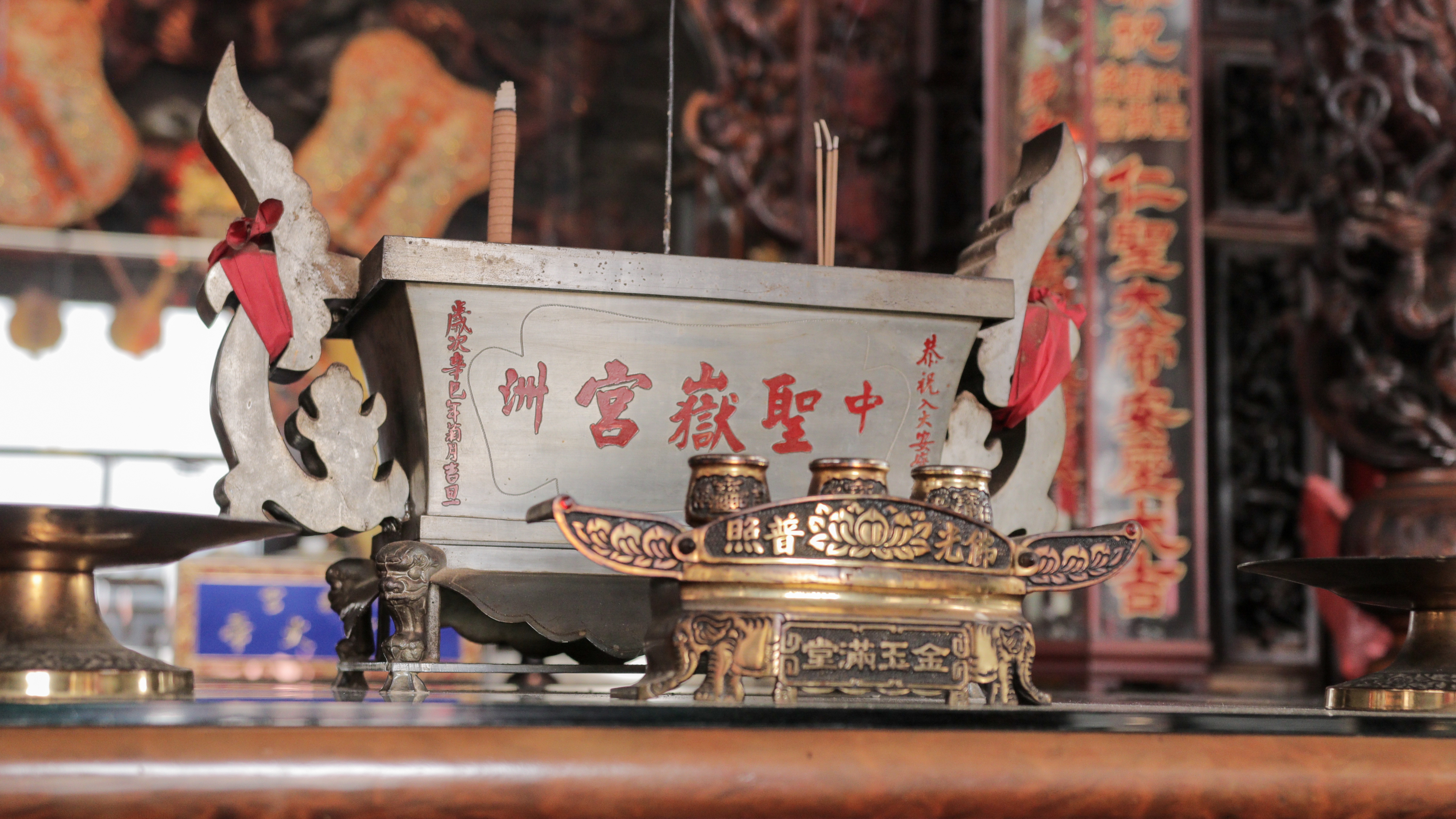
香爐及敬茶